# Tombe d'Anak numéro 3
La tombe d'Anak no 3 est une tombe datant du royaume de Koguryo située à Oguk-ri, dans l'arrondissement d'Anak (en), dans la province du Hwanghae du Sud en Corée du Nord. Elle fait partie de l'ensemble des tombes de Koguryo, un site inscrit au patrimoine mondial de l'humanité par l'UNESCO en 2004.
Elle date de 357 apr. J.-C. Cette tombe, de grande taille, est composée de plusieurs chambres reliées par des couloirs. Elle est remarquable pour ses peintures murales, en particulier pour des portraits du maître décédé et de son épouse et pour une représentation d'une grande procession royale sur deux largeurs de 10,5 mètres comportant 250 personnages.
La tombe d'Anak no 3 a été découverte en 1949.
Le portrait serait celui d'un roi de Koguryo. Cette tombe est la première à donner une image du défunt dans cette région. L'architecture de la tombe suit les usages dans le royaume de Koguryo, mais la structure de ses chambres funéraires dérive des tombes à cercueil de pierre du Liaodong, comme la tombe no 2 à Nanxuecun et la tombe no 6 à Beiyuan, dans le district de Xihe, dans la province chinoise du Liaoning. Une inscription à l'encre, dont l'authenticité pose un problème, indique la date de 357, pour le général chinois Dong Shou (Tong Shou) de l'État de Yan du Nord. Il pourrait s'agir d'un réfugié. Pour d'autres spécialistes il s'agirait d'un roi de Koguryo. Dans un document vidéo de l'UNESCO, « Il est décrit comme un roi ayant règné au milieu du IVe siècle. [...] Les gens de Koguryo croyaient en l'immortalité de l'âme, et souhaitaient mener la même vie après leur mort. » Ce roi serait Kogugwon (en), mort en 371 lors d'une bataille contre Baekje. Cette proposition est actuellement (2016) largement acceptée.